# San Diego de la Unión
San Diego de la Unión là một đô thị thuộc bang Guanajuato, México. Năm 2005, dân số của đô thị này là 34401 người.